# Il Giardino Armonico
Il Giardino Armonico  (укр. Іл Джарді́но Армо́ніко) — італійський камерний оркестр старовинної музики
Заснований у Мілані у 1985 Лукою П'янкою (італ. Luca Pianca) Та Джованні Антоніні (італ. Giovanni Antonini), з метою виконання переважно музики XVII та XVIII сторіч на автентичних інструментах.
Співпрацює з Чечілією Бартолі (італ. Cecilia Bartoli),, Вікторією Мулловою, Джуліано Карміньолою (італ. Giuliano Carmignola), Сарою Мінгардо (італ. Sara Mingardo), Крістофом Коіном (італ. Christophe Coin), Катею та Маріеллою Лабек (італ. Katia and Marielle Labèque) та іншими видатними музикантами. 
Записується на лейблі Teldec.
Отримав премії Gramophone та Grammy.
Виконує інструментальну та оперну музику. Серед найцікавіших інтерпретацій твори Монтеверді, Баха, Генделя, Вівальді, Перголезі.
Вважається одним з найбільш творчих серед  найкращих сучасних оркестрів барокової музики. Його виконання відрізняється майстерністю, досконалістю, сміливістю, притаманним йому непорівнянним драйвом. 

## Дискографія
Розділ незакінчено, необхідна допомога.

### Власні записи
- Baroque Masterpieces
- Zelenka, Biber & Locke : Various Works
- Bach, JS : Brandenburg Concertos  Nos 1–3
- Bach, JS : Brandenburg Concertos  Nos 4–6
- Lettera Amorosa
- Italian Music of the Seventeenth Century
- 40 Most Beautiful Christmas Classics
- 40 Most Beautiful Christmas Classics
- Musica da camera a Napoli
- Vivaldi : Double & Triple Concertos, 'Il proteo'
- Vivaldi : Le quattro stagioni [The Four Seasons] & Concertos
- La Casa del Diavolo (Christoph Willibald Gluck, Carl Philipp Emanuel Bach, Pietro Antonio Locatelli, Wilhelm Friedemann Bach and Luigi Boccherini( 2005
- Vivaldi: Concerto da Camera I 2007
- Vivaldi: Concerti per violoncello II (Vivaldi Edition) 2008
- 12 Concerti Grossi Op. 6 by G.F. Handel 2009

### Спільні записи
- Cecilia Bartoli - The Vivaldi Album / Il Giardino Armonico 1999
- Sacrificium by Cecilia Bartoli, Various, Giovanni Antonini and Il Giardino Armonico ( [2010]
- Vivaldi - Concerti per Liuto e Mandolino [1993]
- Vivaldi - Il cimento dell'armonia e dell'inventione, Op. 8 — Volume 2 1995
- J.S. Bach/C.P.E. Bach/Katia & Marielle Labeque: Il Giardino Armonico 2006
- Babel by Hughes de Courson, Giovanni Antonini, Il Giardino Armonico, Irish Ensemble and The Radio Sofia Chamber Orchestra "Simfonieta" (Audio CD  2008

## Фільмографія
- • Музика Італійського бароко / Il Giardino Armonico - Italian Baroque
- • Вівальді - Чотири Пори року / Il Giardino Armonico-Vivaldi - Four Seasons 2000
- Джардіно Армоніко грає Баха / G: Il Giardino Armonico - Play Bach - The Italian Bach in Vienna 2002
- Музика французького бароко / Il Giardino Armonico Deux - Music of the French Baroque